# Vígľašská Huta-Kalinka
Vígľašská Huta – Kalinka  est un village de Slovaquie situé dans la région de Banská Bystrica.

## Histoire
Première mention écrite du village en 1773.

## Démographie

### Évolution de la population
| Année:               | 1994. | 2004.   | 2014.   | 2024.   |
| -------------------- | ----- | ------- | ------- | ------- |
| Nombre de personnes: | 384   | 377     | 360     | 339     |
| Différence:          |       | -1,82 % | -4,50 % | -5,83 % |

| Année:               | 2023. | 2024.   |
| -------------------- | ----- | ------- |
| Nombre de personnes: | 341   | 339     |
| Différence:          |       | -0,58 % |